# Basilica di Sant'Antioco di Bisarcio
La basilica di Sant'Antioco, ex cattedrale di Bisarcio, è una delle più grandi chiese romaniche della Sardegna. L'edificio monumentale si trova isolato su un'altura di origine vulcanica in un sito campestre non lontano da Chilivani, nel territorio del comune di Ozieri.

## Storia
La diocesi di Bisarchium o Guisarchum nel Giudicato di Torres, Curatoria di Nughedu, è documentata dal 1065 al 1503, quando venne inglobata nella diocesi di Alghero.
La prima cattedrale fu costruita nella seconda metà dell'XI secolo e successivamente danneggiata da un incendio, tanto che un documento del 1139 menziona un Ardarensis episcopus, in quanto il vescovo di Bisarcio risiedette nel vicino centro di Ardara sino alla riparazione della cattedrale e dell'episcopio di Bisarchium. Come documenta un graffito scoperto nel 2002 dall'epigrafista Giuseppe Piras sotto una monofora della zona absidale, nel 1164 il vescovo di Bisarcio Giovanni Thelle diede avvio alla seconda fase costruttiva. Questa fase si concluse entro il 1174, come testimoniato da un documento conservato presso l'Archivio Capitolare di Alghero. L'ultima fase costruttiva si ebbe attorno al 1195, con la realizzazione del portico a due piani addossato alla facciata. Nel XIII secolo, a conclusione dei lavori di riedificazione della cattedrale, l'edificio venne consacrato.
Nel XV secolo la parte sinistra della facciata crollò, e venne riedificata solamente in parte.
Attualmente del centro abitato di Guisarchum - un tempo uno dei più grandi e popolati della zona - così come del relativo palazzo vescovile, rimangono solo pochi resti. Ci sono pervenute alcune schede di un Condaghe di Bisarcio inserite da Pasquale Tola nel suo Codice Diplomatico della Sardegna.

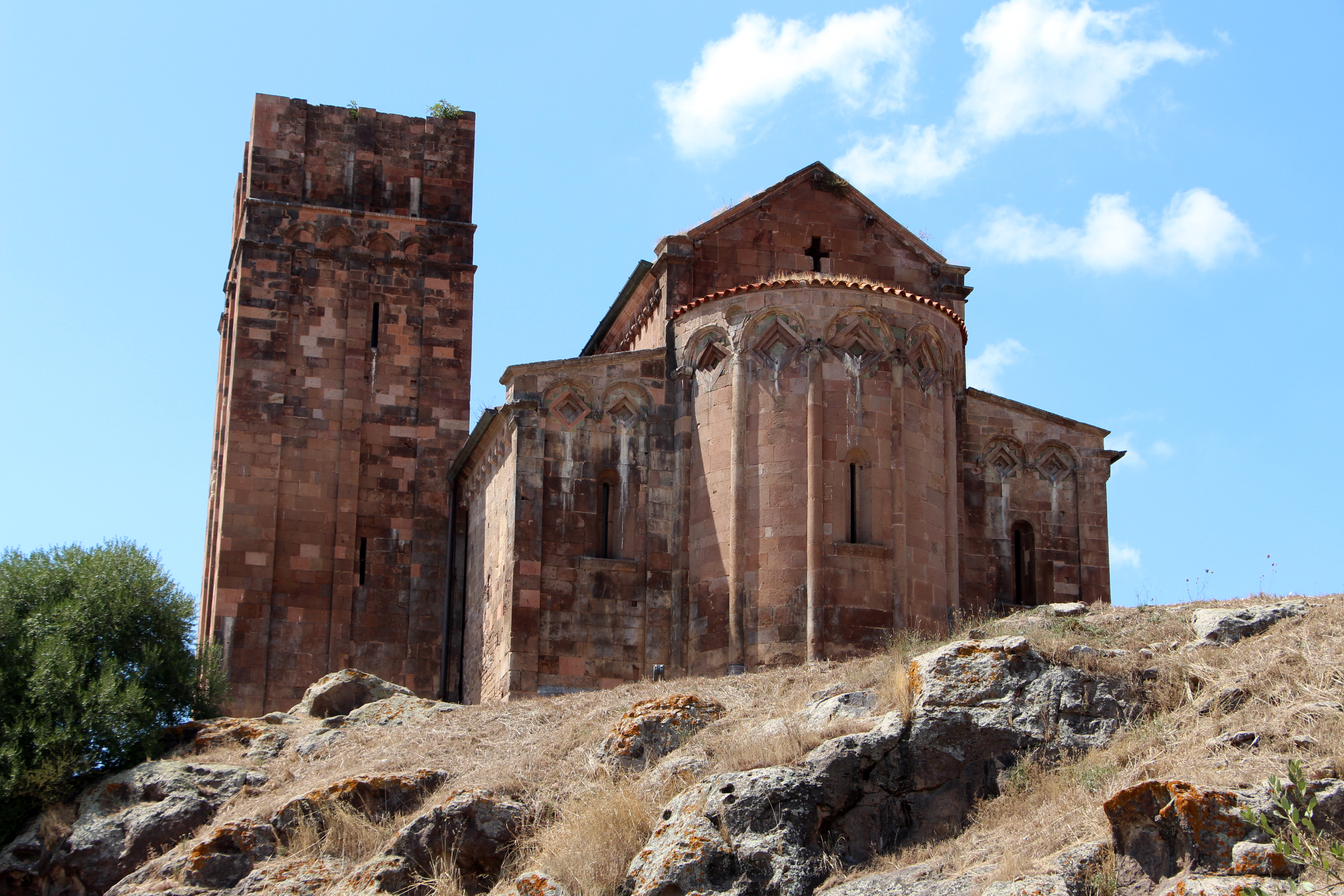
Veduta della torre e dell'abside

## Descrizione

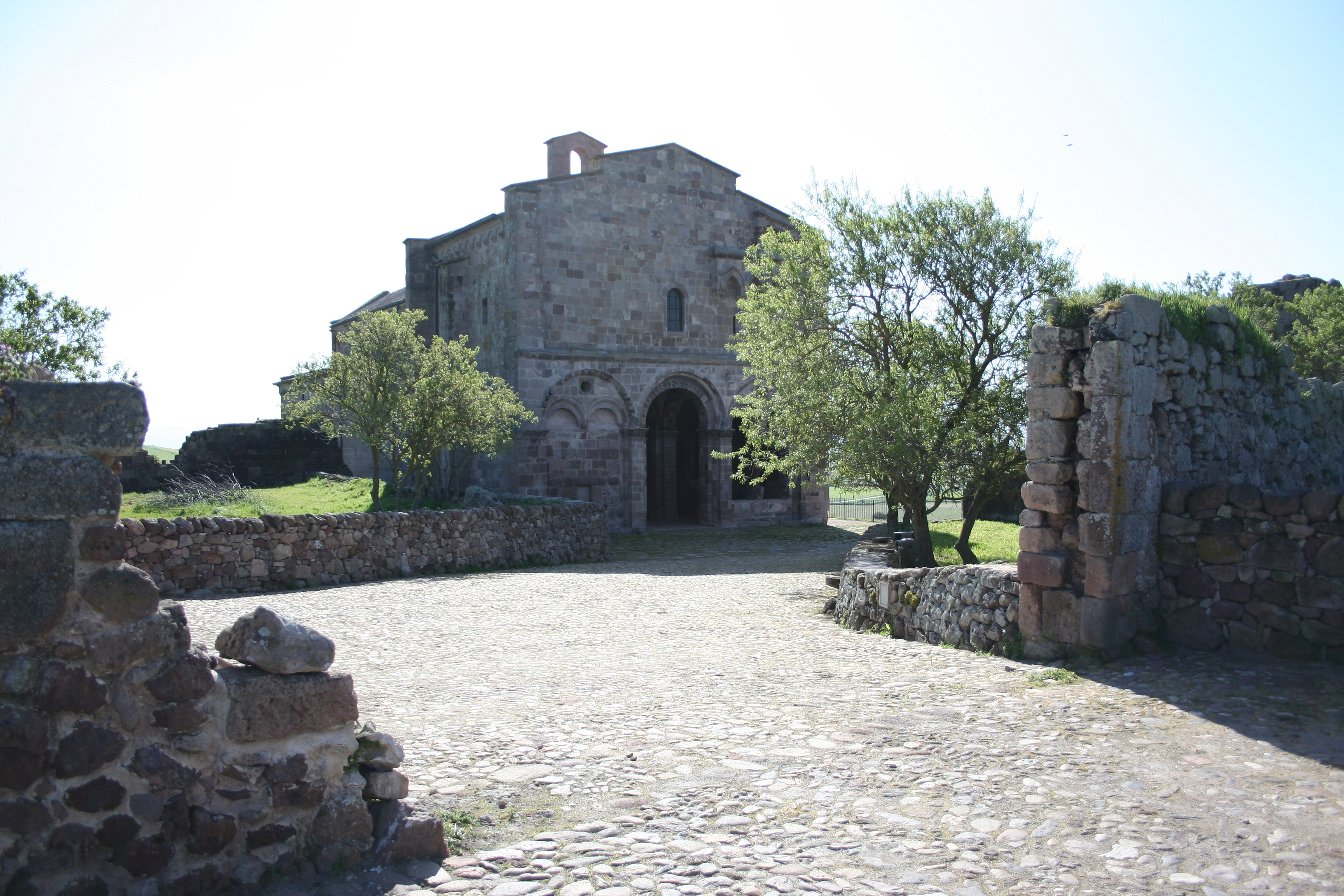
Resti della cinta muraria esterna

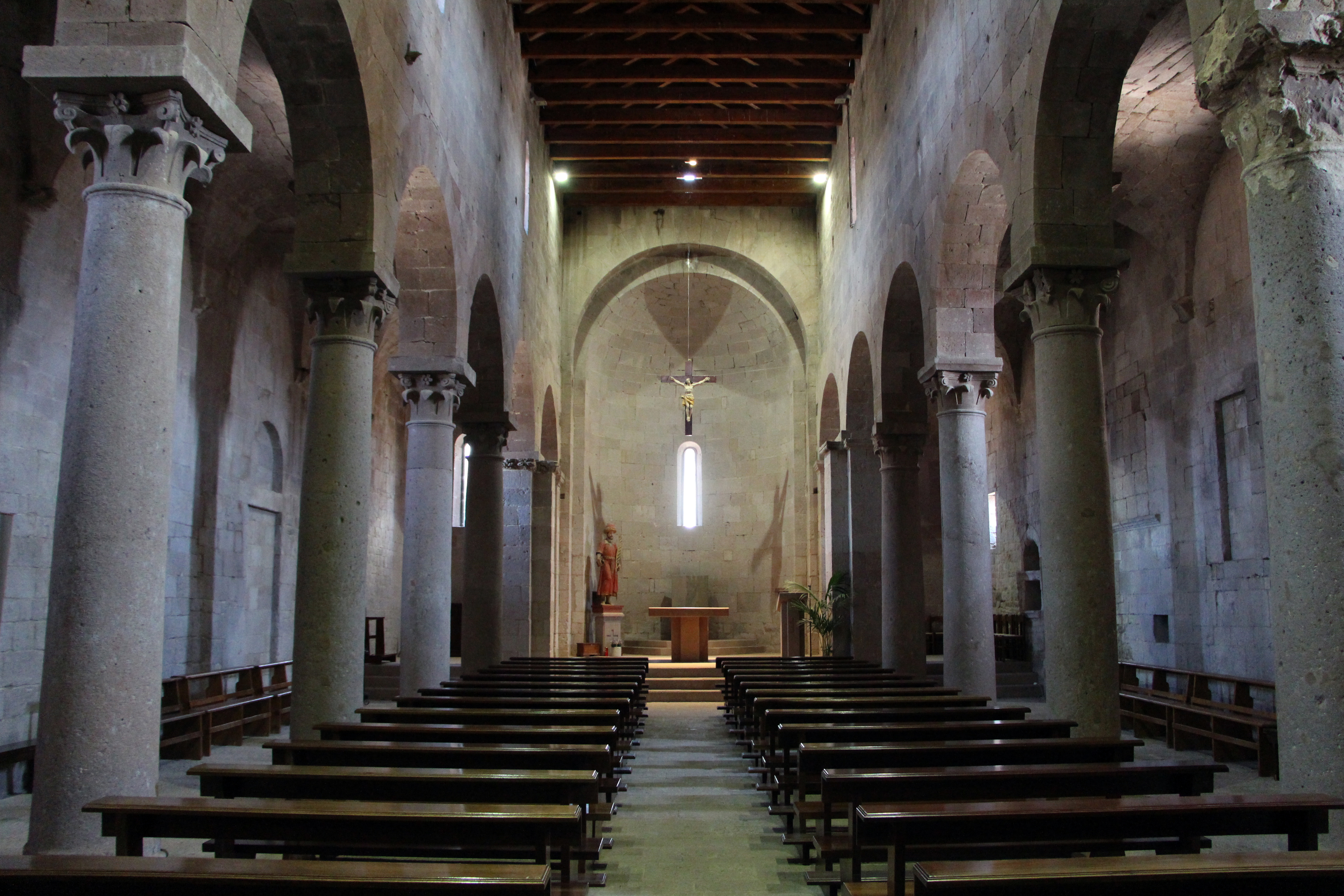
Interno

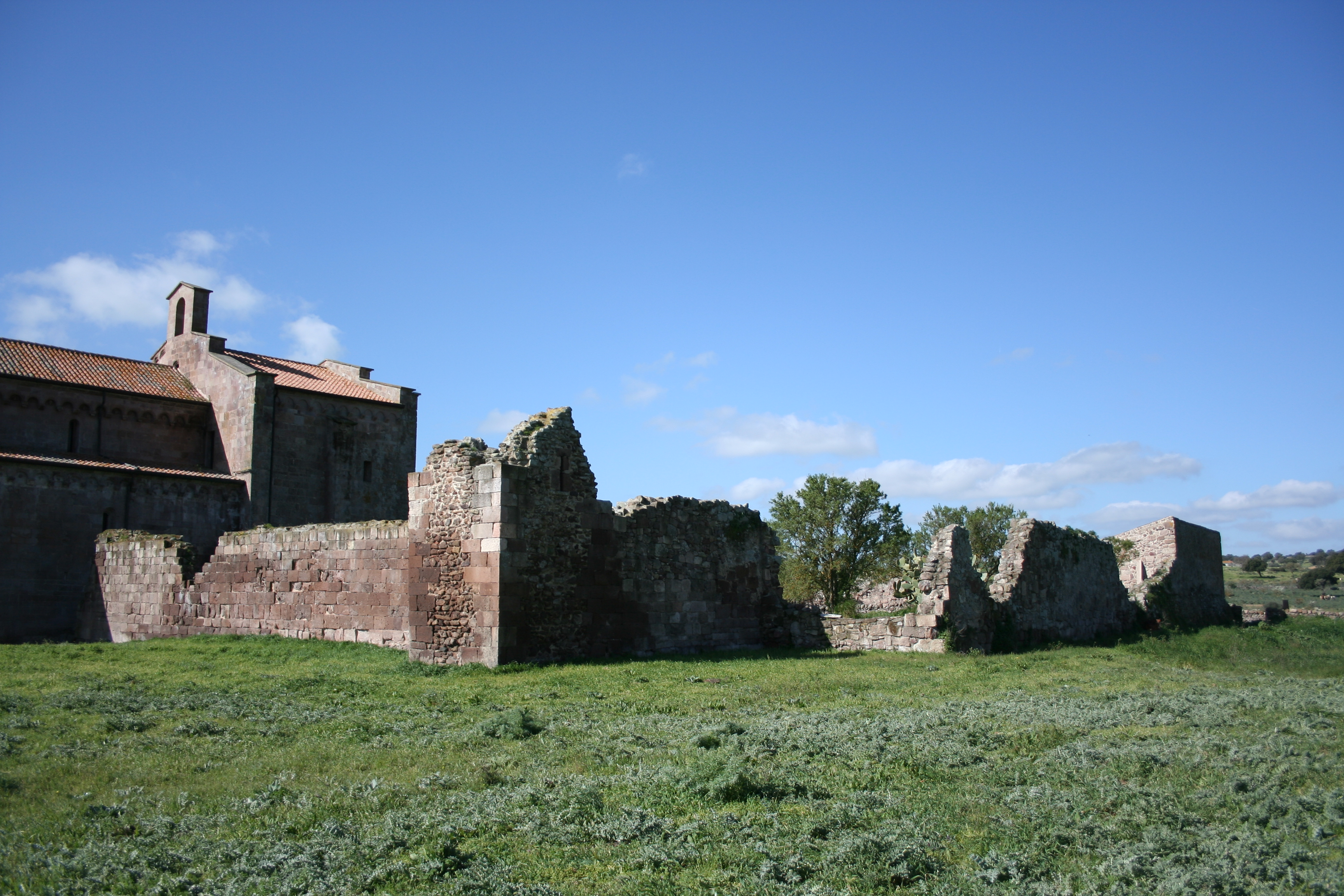
Le rovine

Il monumento è raggiungibile percorrendo la statale 597, a metà strada tra Ardara e Tula.
Sul piano artistico e architettonico la cattedrale di Bisarcio si presenta come il connubio dell'opera delle varie maestranze che vi lavorarono; infatti vi si trovano elementi riferibili al romanico pisano, al romanico lombardo e maestranze francesi di origine borgognona introdotte in Sardegna dai cistercensi.

### Portico
Il portico addossato alla facciata, ispirato a modelli francesi, si sviluppa su due piani; nel piano inferiore, ricco di decori scultorei, si aprono tre archi a tutto sesto, i due laterali inglobanti una bifora (murata quella di sinistra, quella di destra invece è ornata, alla base della colonnina, da un leone stiloforo molto consunto), mentre dall'arco centrale si accede al nartece, che si sviluppa in sei campate voltate a crociera e sostenute da pilastri cruciformi. 
Alla parete destra del nartece si trova una ripida scala, che conduce al piano superiore dove si trovano tre ambienti. Di questi ambienti, quello centrale, dotato di altare, fungeva da cappella privata del vescovo di Bisarcio. Dietro l'altare si trova una bifora che si apre verso l'interno della cattedrale; ai lati della bifora si notano due losanghe decorative, presenti anche nel muro esterno dell'abside, tipiche del romanico pisano. L'ambiente a destra della cappella, che fungeva da sala del capitolo, ospita un caratteristico caminetto a forma di mitria, mentre nell'ultimo ambiente sono ancora visibili alcuni segni del crollo avvenuto nel corso del XV secolo.

### Interno
Dal nartece si accede all'interno della chiesa, a tre navate divise da colonne e con abside semicircolare orientata. La navata centrale ha copertura a capriate lignee, mentre le navate laterali sono suddivise in campate voltate a crociera. La luce soffusa che mantiene in penombra l'interno della cattedrale entra tramite le alte e strette monofore, sei disposte su ciascun lato più quella aperta nell'abside e due all'estremità delle navate laterali.

### Campanile
La chiesa è affiancata sul lato sud da una torre campanaria, attualmente mozza in seguito a un crollo avvenuto in epoca imprecisata. La torre, a canna quadra, è ornata da lesene e archetti pensili, che scandiscono anche i fianchi e il prospetto absidale della chiesa.